# Gran Premio motociclistico d'Argentina 2019
Il Gran Premio motociclistico d'Argentina 2019 si è svolto il 31 marzo presso l'Autodromo di Termas de Río Hondo ed è stato la seconda prova del motomondiale 2019. La sedicesima edizione della storia di questo GP ha visto la vittoria di Jaume Masiá in Moto3, Lorenzo Baldassarri in Moto2 e Marc Márquez in MotoGP.

## MotoGP

### Arrivati al traguardo
| Pos. | Nº | Pilota            | Squadra                     | Motocicletta       | Giri | Tempo     | Griglia | Punti |
| ---- | -- | ----------------- | --------------------------- | ------------------ | ---- | --------- | ------- | ----- |
| 1º   | 93 | Marc Márquez      | Repsol Honda                | Honda RC213V       | 25   | 41'43.688 | 1º      | 25    |
| 2º   | 46 | Valentino Rossi   | Monster Energy Yamaha       | Yamaha YZR-M1      | 25   | +9,816    | 4º      | 20    |
| 3º   | 4  | Andrea Dovizioso  | Mission Winnow Ducati       | Ducati Desmosedici | 25   | +10,530   | 3º      | 16    |
| 4º   | 43 | Jack Miller       | Alma Pramac Racing          | Ducati Desmosedici | 25   | +12,140   | 5º      | 13    |
| 5º   | 42 | Álex Rins         | Suzuki Ecstar               | Suzuki GSX-RR      | 25   | +12,563   | 16º     | 11    |
| 6º   | 9  | Danilo Petrucci   | Mission Winnow Ducati       | Ducati Desmosedici | 25   | +13,750   | 10º     | 10    |
| 7º   | 30 | Takaaki Nakagami  | LCR Honda Idemitsu          | Honda RC213V       | 25   | +18,160   | 9º      | 9     |
| 8º   | 20 | Fabio Quartararo  | Petronas Yamaha SRT         | Yamaha YZR-M1      | 25   | +20,403   | 7º      | 8     |
| 9º   | 41 | Aleix Espargaró   | Aprilia Racing Team Gresini | Aprilia RS-GP      | 25   | +25,292   | 13º     | 7     |
| 10º  | 44 | Pol Espargaró     | Red Bull KTM Factory Racing | KTM RC16           | 25   | +25,679   | 11º     | 6     |
| 11º  | 88 | Miguel Oliveira   | Red Bull KTM Tech 3         | KTM RC16           | 25   | +25,855   | 14º     | 5     |
| 12º  | 99 | Jorge Lorenzo     | Repsol Honda                | Honda RC213V       | 25   | +27,497   | 12º     | 4     |
| 13º  | 35 | Cal Crutchlow     | LCR Honda Castrol           | Honda RC213V       | 25   | +31,398   | 8º      | 3     |
| 14º  | 63 | Francesco Bagnaia | Alma Pramac Racing          | Ducati Desmosedici | 25   | +32,893   | 17º     | 2     |
| 15º  | 5  | Johann Zarco      | Red Bull KTM Factory Racing | KTM RC16           | 25   | +33,372   | 18º     | 1     |
| 16º  | 55 | Hafizh Syahrin    | Red Bull KTM Tech 3         | KTM RC16           | 25   | +35,545   | 21º     |       |
| 17º  | 29 | Andrea Iannone    | Aprilia Racing Team Gresini | Aprilia RS-GP      | 25   | +38,238   | 22º     |       |

### Ritirati
| Nº | Pilota            | Squadra               | Motocicletta       | Giri | Griglia |
| -- | ----------------- | --------------------- | ------------------ | ---- | ------- |
| 12 | Maverick Viñales  | Monster Energy Yamaha | Yamaha YZR-M1      | 24   | 2º      |
| 21 | Franco Morbidelli | Petronas Yamaha SRT   | Yamaha YZR-M1      | 24   | 6º      |
| 36 | Joan Mir          | Suzuki Ecstar         | Suzuki GSX-RR      | 21   | 19º     |
| 53 | Esteve Rabat      | Reale Avintia Racing  | Ducati Desmosedici | 15   | 20º     |
| 17 | Karel Abraham     | Reale Avintia Racing  | Ducati Desmosedici | 14   | 15º     |

## Moto2

### Arrivati al traguardo
| Pos. | Nº | Pilota              | Squadra                      | Motocicletta | Giri | Tempo     | Griglia | Punti |
| ---- | -- | ------------------- | ---------------------------- | ------------ | ---- | --------- | ------- | ----- |
| 1º   | 7  | Lorenzo Baldassarri | Flexbox HP 40                | Kalex        | 23   | 39'46.000 | 8º      | 25    |
| 2º   | 87 | Remy Gardner        | Onexox TKKR SAG              | Kalex        | 23   | +1,244    | 7º      | 20    |
| 3º   | 73 | Álex Márquez        | EG 0,0 Marc VDS              | Kalex        | 23   | +1,817    | 4º      | 16    |
| 4º   | 27 | Iker Lecuona        | American Racing KTM          | KTM          | 23   | +2,704    | 15º     | 13    |
| 5º   | 23 | Marcel Schrötter    | Dynavolt Intact GP           | Kalex        | 23   | +4,839    | 2º      | 11    |
| 6º   | 41 | Brad Binder         | Red Bull KTM Ajo             | KTM          | 23   | +4,707    | 6º      | 10    |
| 7º   | 10 | Luca Marini         | SKY Racing Team VR46         | Kalex        | 23   | +4,986    | 13º     | 9     |
| 8º   | 9  | Jorge Navarro       | Beta Tools Speed Up          | Speed Up     | 23   | +7,459    | 11º     | 8     |
| 9º   | 33 | Enea Bastianini     | Italtrans Racing             | Kalex        | 23   | +8,724    | 12º     | 7     |
| 10º  | 35 | Somkiat Chantra     | Idemitsu Honda Team Asia     | Kalex        | 23   | +14,506   | 19º     | 6     |
| 11º  | 5  | Andrea Locatelli    | Italtrans Racing             | Kalex        | 23   | +16,145   | 14º     | 5     |
| 12º  | 45 | Tetsuta Nagashima   | Onexox TKKR SAG              | Kalex        | 23   | +16,450   | 22º     | 4     |
| 13º  | 89 | Khairul Idham Pawi  | Petronas Sprinta Racing      | Kalex        | 23   | +16,613   | 25º     | 3     |
| 14º  | 64 | Bo Bendsneyder      | NTS RW Racing GP             | NTS          | 23   | +23,007   | 16º     | 2     |
| 15º  | 2  | Jesko Raffin        | NTS RW Racing GP             | NTS          | 23   | +24,736   | 24º     | 1     |
| 16º  | 72 | Marco Bezzecchi     | Red Bull KTM Tech 3          | KTM          | 23   | +25,381   | 21º     |       |
| 17º  | 96 | Jake Dixon          | Sama Qatar Ángel Nieto Team  | KTM          | 23   | +41,684   | 27º     |       |
| 18º  | 3  | Lukas Tulovic       | Kiefer Racing                | KTM          | 23   | +45,545   | 30º     |       |
| 19º  | 65 | Philipp Öttl        | Red Bull KTM Tech 3          | KTM          | 23   | +45,811   | 29º     |       |
| 20º  | 77 | Dominique Aegerter  | MV Agusta Idealavoro Forward | MV Agusta F2 | 23   | +56,934   | 20º     |       |
| 21º  | 18 | Xavier Cardelús     | Sama Qatar Ángel Nieto Team  | KTM          | 23   | +1'07.765 | 31º     |       |
| 22º  | 16 | Joe Roberts         | American Racing KTM          | KTM          | 23   | +1'18.707 | 26º     |       |
| 23º  | 20 | Dimas Ekky Pratama  | Idemitsu Honda Team Asia     | Kalex        | 19   | +4 giri   | 28º     |       |

### Ritirati
| Nº | Pilota                | Squadra                      | Motocicletta | Giri | Griglia |
| -- | --------------------- | ---------------------------- | ------------ | ---- | ------- |
| 24 | Simone Corsi          | Tasca Racing                 | Kalex        | 21   | 10º     |
| 88 | Jorge Martín          | Red Bull KTM Ajo             | KTM          | 18   | 17º     |
| 11 | Nicolò Bulega         | SKY Racing Team VR46         | Kalex        | 18   | 9º      |
| 21 | Fabio Di Giannantonio | Beta Tools Speed Up          | Speed Up     | 12   | 18º     |
| 22 | Sam Lowes             | Federal Oil Gresini          | Kalex        | 5    | 3º      |
| 12 | Thomas Lüthi          | Dynavolt Intact GP           | Kalex        | 5    | 5º      |
| 62 | Stefano Manzi         | MV Agusta Idealavoro Forward | MV Agusta F2 | 1    | 23º     |

### Non partito
| Nº | Pilota      | Squadra         | Motocicletta |
| -- | ----------- | --------------- | ------------ |
| 97 | Xavi Vierge | EG 0,0 Marc VDS | Kalex        |

## Moto3

### Arrivati al traguardo
| Pos. | Nº | Pilota              | Squadra                     | Motocicletta  | Giri | Tempo     | Griglia | Punti |
| ---- | -- | ------------------- | --------------------------- | ------------- | ---- | --------- | ------- | ----- |
| 1º   | 5  | Jaume Masiá         | Bester Capital Dubai        | KTM RC 250 GP | 21   | 38'54.562 | 1º      | 25    |
| 2º   | 40 | Darryn Binder       | CIP Green Power             | KTM RC 250 GP | 21   | +0,108    | 20º     | 20    |
| 3º   | 14 | Tony Arbolino       | VNE Snipers                 | Honda NSF250R | 21   | +0,295    | 3º      | 16    |
| 4º   | 23 | Niccolò Antonelli   | SIC58 Squadra Corse         | Honda NSF250R | 21   | +0,386    | 5º      | 13    |
| 5º   | 71 | Ayumu Sasaki        | Petronas Sprinta Racing     | Honda NSF250R | 21   | +0,519    | 9º      | 11    |
| 6º   | 19 | Gabriel Rodrigo     | Kommerling Gresini          | Honda NSF250R | 21   | +0,550    | 13º     | 10    |
| 7º   | 48 | Lorenzo Dalla Porta | Leopard Racing              | Honda NSF250R | 21   | +0,588    | 4º      | 9     |
| 8º   | 7  | Dennis Foggia       | SKY Racing Team VR46        | KTM RC 250 GP | 21   | +0,671    | 22º     | 8     |
| 9º   | 42 | Marcos Ramírez      | Leopard Racing              | Honda NSF250R | 21   | +0,792    | 12º     | 7     |
| 10º  | 27 | Kaito Toba          | Honda Team Asia             | Honda NSF250R | 21   | +1,280    | 8º      | 6     |
| 11º  | 16 | Andrea Migno        | Bester Capital Dubai        | KTM RC 250 GP | 21   | +1,629    | 6º      | 5     |
| 12º  | 44 | Arón Canet          | Sterilgarda Max Racing Team | KTM RC 250 GP | 21   | +1,775    | 2º      | 4     |
| 13º  | 24 | Tatsuki Suzuki      | SIC58 Squadra Corse         | Honda NSF250R | 21   | +1,836    | 14º     | 3     |
| 14º  | 13 | Celestino Vietti    | SKY Racing Team VR46        | KTM RC 250 GP | 21   | +1,978    | 21º     | 2     |
| 15º  | 25 | Raúl Fernández      | Sama Qatar Ángel Nieto Team | KTM RC 250 GP | 21   | +2,092    | 10º     | 1     |
| 16º  | 55 | Romano Fenati       | VNE Snipers                 | Honda NSF250R | 21   | +2,273    | 7º      |       |
| 17º  | 79 | Ai Ogura            | Honda Team Asia             | Honda NSF250R | 21   | +2,350    | 15º     |       |
| 18º  | 69 | Tom Booth-Amos      | CIP Green Power             | KTM RC 250 GP | 21   | +9,798    | 27º     |       |
| 19º  | 81 | Aleix Viu           | Sama Qatar Ángel Nieto Team | KTM RC 250 GP | 21   | +9,904    | 25º     |       |
| 20º  | 76 | Makar Yurchenko     | BOE Skull Rider Mugen Race  | KTM RC 250 GP | 21   | +10,136   | 28º     |       |
| 21º  | 17 | John McPhee         | Petronas Sprinta Racing     | Honda NSF250R | 21   | +26,464   | 11º     |       |
| 22º  | 54 | Riccardo Rossi      | Kommerling Gresini          | Honda NSF250R | 21   | +27,044   | 26º     |       |
| 23º  | 22 | Kazuki Masaki       | BOE Skull Rider Mugen Race  | KTM RC 250 GP | 21   | +29,985   | 19º     |       |
| 24º  | 84 | Jakub Kornfeil      | Redox PrüstelGP             | KTM RC 250 GP | 21   | +40,177   | 16º     |       |
| 25º  | 12 | Filip Salač         | Redox PrüstelGP             | KTM RC 250 GP | 21   | +58,474   | 24º     |       |
| 26º  | 61 | Can Öncü            | Red Bull KTM Ajo            | KTM RC 250 GP | 20   | +1 giro   | 23º     |       |

### Ritirati
| Nº | Pilota        | Squadra                  | Motocicletta  | Giri | Griglia |
| -- | ------------- | ------------------------ | ------------- | ---- | ------- |
| 77 | Vicente Pérez | Reale Avintia Arizona 77 | KTM RC 250 GP | 13   | 18º     |
| 21 | Alonso López  | Estrella Galicia 0,0     | Honda NSF250R | 11   | 17º     |